# Great Northern Highway

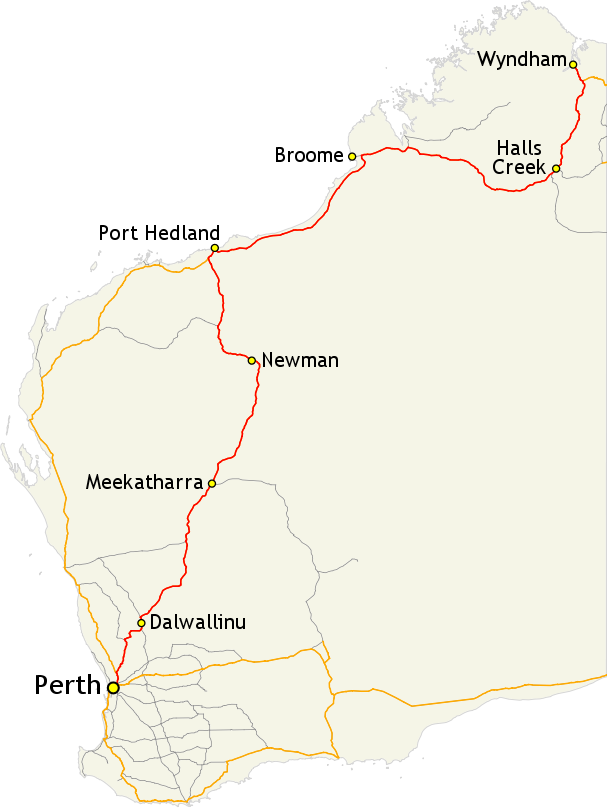
Kaart van de Great Northern Highway

De Great Northern Highway is een van de belangrijkste wegen in West-Australië en verbindt de hoofdstad van de deelstaat, Perth, met de noordelijkste havenstad Wyndham. De weg heeft een lengte van 3204 kilometer waarvan 3144 kilometer deel uitmaakt van de National Highway. Behalve een paar bruggen in de regio Kimberley is het grootste gedeelte uitgevoerd als een tweebaansweg.
Deze weg is de langste highway in Australië en is op sommige delen de meest afgelegen geasfalteerde weg ter wereld. In de weg bevinden zich secties van honderden kilometers waarlangs zelfs niet eens een roadhouse te vinden is. In economisch opzicht is het de toegangsweg tot de grondstofrijke gebieden zoals de regio's Pilbara en Kimberley. In deze gebieden zijn industrieën, landbouw en toerisme grotendeels van deze weg afhankelijk.

## Toerisme
In de Kimberly biedt de weg toegang tot natuurgebieden als het Nationaal park Purnululu, Nationaal park Wolfe Creek Crater, de Gibb River Road en Broome. Ook maakt de weg deel uit van de weg naar het Noordelijk Territorium.